# Station Porosiuki
Station Porosiuki is een spoorwegstation in de Poolse plaats Porosiuki.